# Дифлуорометиларгил
Дифлуорометиларгилът е второто познато аргоново съединение. Катионът е метастабилен. Открит е през 2010 г. Валентно изоелестричен е с карбонилфлуорид.